# Nat Adderley
Nat Adderley (Tampa, Flórida, 25 de novembro de 1931 – Lakeland, Flórida, 2 de janeiro de 2000) foi um músico de jazz, trompetista e cornetista norte-americano.
Cujo nome verdadeiro é Nathaniel Adderley, foi o irmão mais novo do saxofonista Cannonball Adderley e pai do pianista Nat Adderley Jr.

## Discografia
- That's Nat Adderley (1955) (Savoy)
- Introducing Nat Adderley (1955) (EmArcy)
- To the Ivy League from Nat (1956) (EmArcy)
- Branching out (1958) (Riverside/OJC)
- Much brass (1959) (Original Jazz Classics)
- Work song  (1960) (Riverside/OJC)
- That's right!: Nat Adderley & the big sax section (1960) (Riverside/OJC)
- Naturally! (1961) (Jazzland)
- In the Bag (1962) (Jazzland/OJC)
- Little big horn (1963) (Riverside)
- Natural soul (1963) (Milestone)
- Autobiography (1964) (Atlantic)
- Sayin' somethin' (1966) (Atlantic)
- Live at Memory Lane (1966) (Atlantic)
- The scavenger (1968) (Milestone)
- You baby (1968) (A&M)
- Calling out loud (1968) (A&M)
- Love, sex and the zodiac (1970) (Fantasy)
- Soul of the bible (1972) (Capitol)
- The soul zodiac (1972) (Capitol)
- Double exposure (1974) (Prestige)
- Don't look back (1976) (Inner City)
- Hummin' (1976) (Little David)
- A little New York midtown music (1978) (Galaxy)
- Blue autumn [ao vivo] (1982) (Evidence)
- On the move [ao vivo] (1982) (Theresa)
- We remember cannon (1989) (In & Out)
- Autumn leaves [ao vivo] (1990) (Evidence)
- Work song [Peter Pan] [ao vivo] (1990) (Peter Pan)
- Talkin' about you (1990) (Landmark)
- The old country (1990) (Enja)
- Workin' (1992) (Timeless)
- Working (1993) (Sound Service)
- Good company (1994) (Jazz Challenge)
- Live at the 1994 Floating Jazz Festival (1994) (Chiaroscuro)
- Live on Planet Earth (1995) (Westwind)